# Mehrdad Oskouei
Mehrdad Oskouei (Teheran, 12 september 1969) is een Iraans onafhankelijk producent, regisseur en scenarioschrijver van documentaires en opleider van nieuw filmtalent.

## Levensloop
Oskouei studeerde theaterwerk en korte films aan de kunstacademie van Teheran. Hij produceerde verschillende spraakmakende documentaires die een ongewone open kijk geven van het Iran aan het begin van de 21e eeuw.
In 2004 kwam hij met de documentaire die vertaald De andere kant van de boerka heet. Hierin gaat hij in op het grote aantal zelfmoorden onder vrouwen in Zuid-Iran. Met deze documentaire won hij de Gouden Draak op het filmfestival in Krakow van 2005.
Daarnaast produceerde hij onder meer de documentaire Neus, Iraanse stijl, waarin hij ingaat op de statistiek dat Iraniërs het vaakst ter wereld een plastische neusoperatie laten uitvoeren. Tekenend is de filmposter waarop een vrouw geportretteerd is met een verbonden neus en daarop de vlag van Iran getekend. Volgens Oskouei is de filmdocumentaire bedoeld als aanklacht tegen het consumentisme en nihilisme in Iran in vergelijking tot de jaren net na de Iraanse Revolutie, toen 'mensen bereid waren te sterven voor hun idealen'.
Hij is oprichter van de Short Film Society, een organisatie die training geeft aan jonge filmmakers. Drie korte films van zijn studenten waren te zien tijdens het Iraans filmfestival van 2009. Oskouei was zelf tijdens dit festival in Nederland aanwezig. Twee van zijn eigen films, Neus, Iraanse stijl en Het is altijd laat voor vrijheid waren hier in de jaren ervoor vertoond.
De jury van Prins Claus Fonds omschreef zijn werk in 2010 als volgt: "Zijn hybride filmische taal is documentair, poëtisch en dramatisch en stelt hem in staat om de gelaagde Iraanse werkelijkheid weer te geven."

## Filmografie (selectie)
| Jaar | film                                          | soort        | rol                                     |
| ---- | --------------------------------------------- | ------------ | --------------------------------------- |
| 2004 | De andere kant van de boerka (Az pase borghe) | documentaire | Producent, scenarioschrijver            |
| 2006 | Neus, Iraanse stijl (Damagh be sabke irani)   | documentaire | Producent, regisseur, scenarioschrijver |
| 2006 | Het is altijd laat voor vrijheid              | ?            | Producent                               |

## Erkenning
- In 2005 werd zijn film Az pase borghe (De andere kant van de boerka) op het Filmfestival van Krakau bekroond met een Gouden Draak.
- In 2010 werd Oskouei onderscheiden met een Prins Claus Prijs.